# کوهن
کوهِن یا کُهِن (عبری: כֹּהֵן به صورت جمع כֹּהֲנִים) به لهجه فارسی: (کاهن) یک لغت عبری برای روحانی (یا آخوند) است. کاهنین یهودی تصور می‌شود که از تبار هارون (برادر موسی) باشند.
واژه کاهن که در عربی و فارسی به کار می‌رود از واژه کوهن عبری ریشه گرفته‌است.

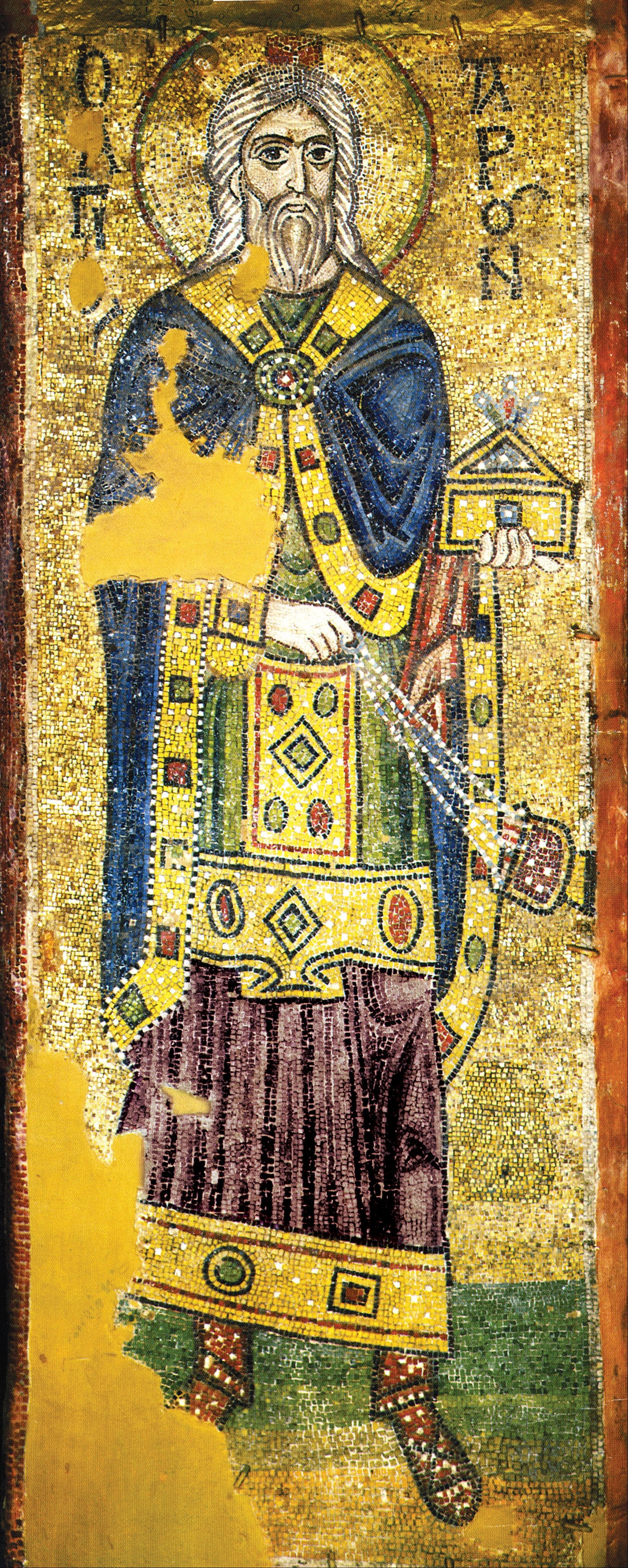
هارون کاهن اعظم اسرائیل

در کتاب مقدس کوهن گاهی برای نام بردن از روحانیون غیر یهودی نیز به کار رفته‌است. در زمانی که معبد در اورشلیم وجود داشت، کاهنین وظیفه انجام کارهای روزانه و هدایای قربانی در روزهای مشخصی بودند.
در زمان فعلی کوهن‌ها دارای تفاوت کمتری در یهودیت هستند، ولیکن قوانین مربوط به آنها با بقیه یهودیان متفاوت است.

## در عهد عتیق
شرایط متفاوت کاهنین به هارون متصل می‌شود، در زمانی که خدا با او و فرزندانش یک عهد دائمی برقرار کرد، در زمان ۴۰ سالی که در بیابان سرگردان بودند تا زمانی که معبد مقدس در اورشلیم ساخته شد. وظیفه کاهنین، انجام اعمال روزانه و قربانی برای عیدهای یهودی بود.
در زمان معبد اول و دوم، وظایف کاهنین در اورشلیم یکسان بود. آنها به ۲۴ گروه که هر یک از ۶ فامیل تشکیل شده بود تقسیم شده بودند. هر یک از این ۲۴ گروه وظیفه یک هفته کامل را بر عهده داشتند، و هر یک از ۶ فامیل وظیفه یک روز کامل و در روز هفتم (سبت) هر ۶ خانواده با هم همکاری می‌کردند.
در یک تقسیم‌بندی بزرگتر چون هارون از نسل قوم لاوی بود کاهنین گاهی لاویان نامیده می‌شوند، با اینکه همه لاویها روحانی نیستند.
در زمانی که معبد وجود داشت، تمامی فعالیتهای معبد باید فقط به دست کاهنین انجام می‌شد.
بعد از نابودی معبد، کاهنین و فرزندان آنان جدا شده و در روستاهای مختلف طبریه پراکنده شدند.
در تورات کاهنین دارای شرایط رهبری خاصی در بین مردم اسرائیل هستند، مثلاً کاهنین باید به قوانین تورات بسیار مسلط باشند و آنان را به قوم اسرائیل بیاموزند.
در اسرائیل قوانین مربوط به کوهنها با بقیه متفاوت است. به‌طور مثال کوهنها نمی‌توانند ازدواجهایی که برای کاهنین ممنوع شده‌است انجام دهند. به‌طور مثال ازدواج بین یک کوهن و فردی که به دین یهود گرویده‌است ممنوع می‌باشد، با اینکه اگر این ازدواج در خارج اسرائیل انجام شده باشد مجاز است.

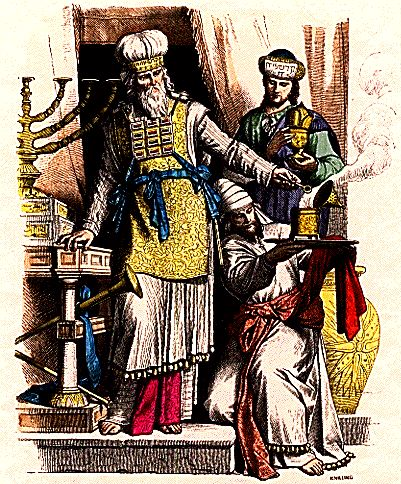
کاهن اعظم به همراه لباس مخصوص

## کاهن اعظم
در هر نسل در زمانی که معبد اورشلیم وجود داشت یک نفر از کوهنها به عنوان کاهن اعظم انتخاب می‌شد. وظیفه مهم او انجام اعمال یوم کیپور بود. وظیفه دیگر او در انجام قربانی روزانه بود و انتخاب او برای قربانی بر انتخاب بقیه کوهنها ارجحیت داشت. با اینکه تورات در مورد چگونگی انتخاب کاهن اعظم صحبت می‌کند در زمان امروزی به دلیل عدم وجود معبد اورشلیم کاهن اعظم وجود ندارد.

## آمرزش کاهنین

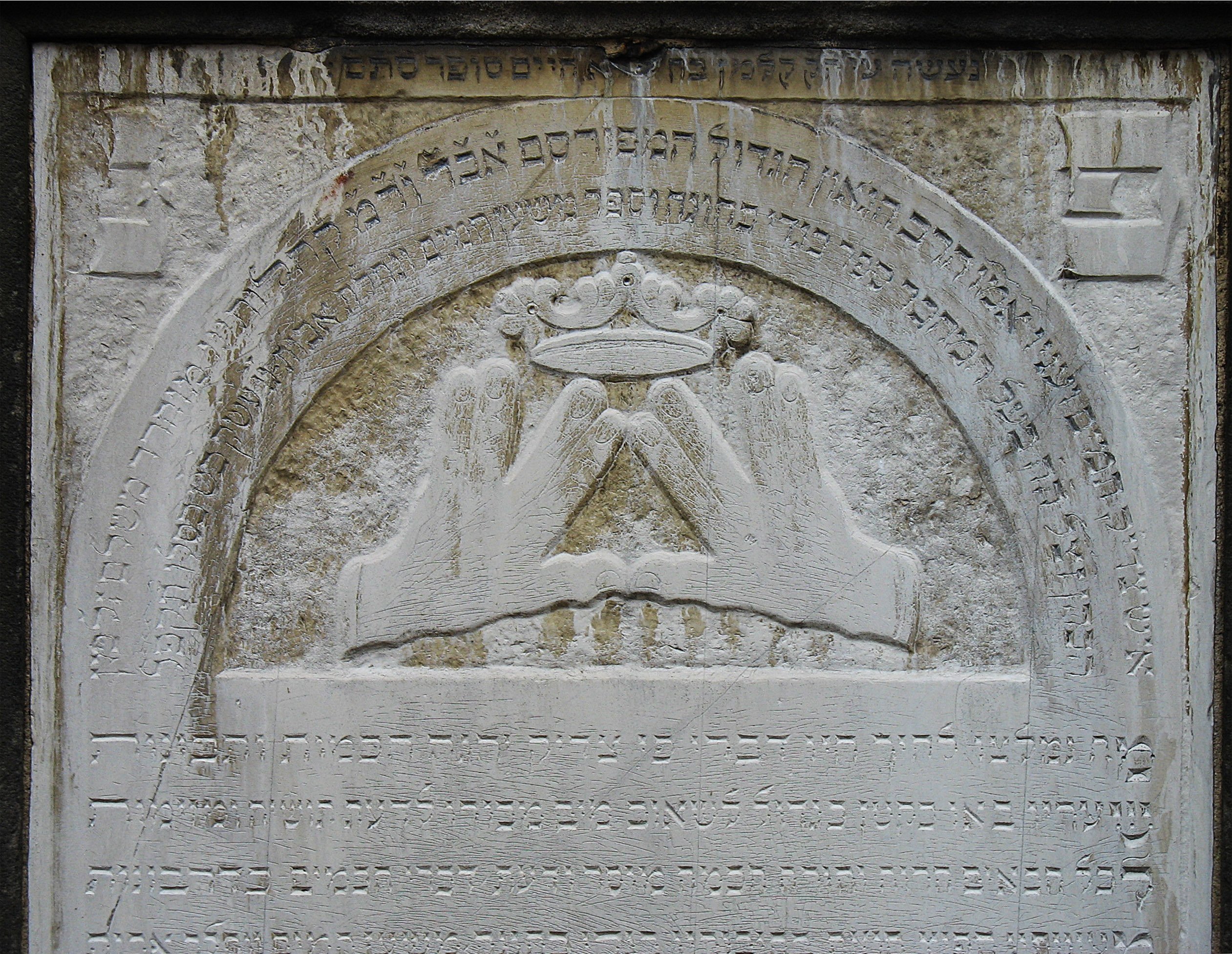
نمایش آمرزش کوهنی بر روی سنگ قبر ربی مسچولام کوهن که خود یک کوهن بود.

کوهنهایی که در مراسم عبادت یهودیان ارتدوکس شرکت می‌کنند در زمانی که آیه شماع اسرائیل خوانده می‌شود آمرزش کوهنی انجام می‌دهند. در این حالت آنها رو به جمعیت می‌ایستند و دستان خود را باز کرده و انگشتان خود را به حالت خاصی می‌گیرند که شبیه حرف شین در یهودیت می‌گردد. این حرکت توسط لئونارد نیموی در نقش آقای اسپاک نیز مورد توجه عموم قرار گرفته‌است.

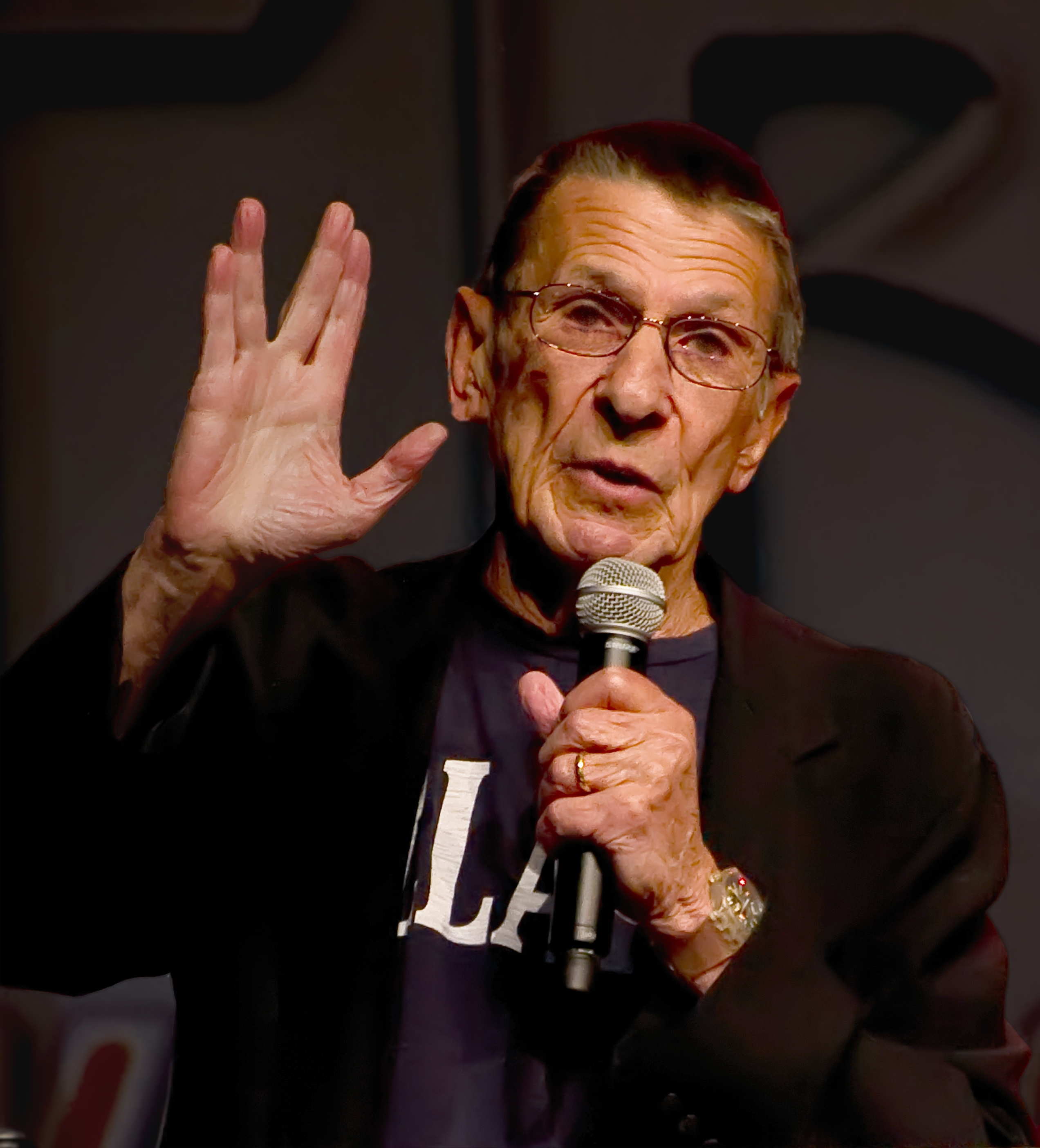
لئونارد نیموی در حال نشان دادن سلام ولکانی که از روی آمرزش کوهنی اقتباس شده‌است. انگشتان به صورت حرف شین در می‌آیند.

## بت کوهن
کسانی که دارای مادر کوهن باشند ولیکن پدر آنان کوهن نباشد دارای وضعیت بت کوهن هستند. بعضی شرایط خاص در مورد بت کوهن‌ها و بت لوی‌ها اعمال می‌شد به‌طور مثال اولین پسر بت کوهن و بت لوی احتیاجی به انجام مراسم پیدیون هابن نداشت.

## قوانین ازدواج
در یهودیت قوانین سختی در مورد ازدواج کوهنها وجود دارد. کسی که کوهن باشد نمی‌تواند با یک زن مطلقه ازدواج کند حتی اگر آن زن اسرائیلی باشد. یک مرد از نژاد کوهن نباید با زنی اسرائیلی که دارای رابطه جنسی با یک جنتیل بوده باشد ازدواج کند حتی اگر این رابطه تجاوز جنسی باشد. او نمی‌تواند با زنی یهودی که از پدری کاهن که این قوانین را نقض کرده باشد به دنیا آمده باشد ازدواج کند. اگر یک کوهن با زن غیریهودی (جنتیل) ازدواج کند فرزندان او جنتیل محسوب می‌شوند. اگر یک کوهن با زن مطلقه ازدواج کند و فرزنددار شود فرزندان این ازدواج الی الابد از کوهن بودن محروم خواهند شد. تجاوز جنسی مسئله مهمی برای کوهنها بوده‌است. زنان کوهن که توسط غیریهودیان (جنتیلها) مورد تجاوز قرار می‌گرفتند باید از شوهر خود جدا می‌شدند. از این رو قانونی وجود دارد که اگر شهری مورد تهاجم جنتیلها قرار گیرد تنها زنانی می‌توانند با شوهر کوهن خود مزدوج باقی بمانند که دارای شاهدی باشند که مورد تجاوز توسط جنتیلها قرار نگرفته‌اند. هیچ مردی نباید شهادت همسر خود به تنهایی را در این شرایط قبول کند.

## در اسرائیل امروزی
در اسرائیل امروزی ازدواجی که برای کوهن در تورات ممنوع است انجام نمی‌گردد. از این رو در کشور اسرائیل فردی که کوهن باشد نمی‌تواند با یک زن مطلقه یا یک جنتیلی که به یهودیت گرویده باشد ازدواج کند.

## آزمایش ژنتیکی
علم مدرن نشان داده‌است که تئوری یک جد مشترک برای کوهنها ممکن است صحیح باشد. به دلیل اینکه کروموزوم Y تنها از طریق پدر به پسر منتقل می‌شود، تمامی بازماندگان مذکر آن را خواهند داشت. مطالعات ژنتیکی بر روی افراد یهودی و غیر یهودی وجود این ژن در بین کوهنها را تأیید می‌کند. به‌طور مثال در یک مقاله توسط هامر، اسکورکی و همکاران، ۱۸۸ نفر مورد آزمایش قرار گرفتند، که نتایج آن نشان داد حدود ۵۰ درصد کوهنها دارای یک جد مشترک هستند، در صورتی که این ژن در بقیه یهودیان فقط در ۵ درصد آزمایش شدگان وجود داشت. مطالعات جدیدتر نشان داده‌است که حدود ۴۶ درصد افرادی که خود را کوهن می‌دانند، دارای یک DNA خاص به نام J-P۵۸ هستند.

## کوهن به عنوان نام خانوادگی
موقعیت یک فرد به عنوان کوهن در یهودیت لزوماً ارتباط مشترکی با نام خانوادگی ندارد. به‌طور مثال افرادی وجود دارند که دارای نام خانوادگی کوهن هستند، ولی از نظر شریعت یهود کوهن محسوب نمی‌شوند، و همچنین کسانی وجود دارند که کوهن بوده ولی این نام خانوادگی را ندارند.
نام خانوادگی کوهن دارای متشابهات زیادی است و در زبانهای مختلف تغییر کرده‌است. بعضی نمونه‌های آن به شرح زیر است:
- انگلیسی: کوهن، کوون، کان، کاهان، کارن، کوهن، کون، کانوی، کوهان، کوهانر، کاهانمن، چاپلان، کاپلان.
- آلمانی: کوهن، کون، کوگن، کورن، کوعن، کاهن، کون، کتز (مخفف کوهن زدیک یا کاهن صدیق)، جشمن، جکون، کوگنمن، کوگنر، کاهنمن، کانمن، کوهنمن.
- هلندی: کوهن، کاین، کوین، کون، کوگن.
- فرانسوی: کاهن، کوهن، کاین، کاهون، کاهان.
- یونانی: کوتز، کوتالیس، کوتاتیس، کوتانیس.
- مجارستانی: کوهن، کواک، کاهان، کونل.
- روسی: کاگیدان، کاسدان، کوگان، کاگان، کازدان، کاگانوفسکی، کاگانویچ، کژدان، کوزن، کوزر، کوگنسوهن، کوگنسون، کاگیدان، کوخن.
- گرجی:کوتاییس، کوتاتیس، کوتاتیسی، کوتاییسی.
- صربی: کوئن، کون، کوژن.
- لهستانی: کون، کوخان، جاش، کاپلان، کپلان، کاپلین، کاپلون، کاچ.
- ایتالیایی: کوئن، کوهن، پروهن، ساکردوته، ساکردوتی، ساکردوتی کوهن.
- اسپانیایی: کوئن، کوهن، کون، کانوه، کانو، کنو، کوی، کورئا، کورنا.
- پرتغالی: کائو، کانها، کورئا، کوئلهو.
- فارسی: کوهان، کاهن، کائن، کهن، کهنزاد، کهنچی، کوهانی، کهنقادوس، کوهانچی و مترادفات آنها همچون قدمت، قدمت پور، قدیم، قدیم زاده ، قدیمی ، قدیمی هل آباد ، قدیمیان ، قدیمی نژاد، قدمت دار.
- ترکی: کوهن.
- رومانیایی:کوزر.
- عربی: الکوهن، الکاهن، الکاهین.
- عبری: کوهن، هاکوهن، بن کوهن، بارکوهن، کوهانی، کاهانا، کوهانیم، کوهن زدیک،
- دیگر نامها: مازو، مازر، ماز (به معنی می زرا اهارون، یا از نسل هارون)، ازولای (مخفف ایشا زونا وچللاه لو ییکاشو به معنی «او زن خارجی یا مطلقه نخواهد گرفت» که ممنوعیتی خاص برای کوهانیم است)، راپاپورت، کاهان.

ولیکن لزوماً تمامی یهودیانی که این فامیل را دارند کوهن محسوب نمی‌شوند. به علاوه، نام خانوادگی کوهن جزو رایجترین نامهای خانوادگی یهودی است.
در اسرائیل نام موشه کوهن، رایجترین نام بوده و معادل جان اسمیت در انگلیسی است.

## سدر
بر اساس کتابخانه یهودی دلیل وجود سه تکه متزا در بشقاب سدر نمایانگر «کوهن، لوی و یسرائیل» (کاهنین، قبیله لوی و تمامی مردم اسرائیل) است.

## در رسانه‌ها
لئونارد نیموی بازیگر نقش آقای اسپاک در سریال معروف استار ترک حرکت آمرزش کوهنی را به عنوان سلام وولکانی استفاده می‌کرد. همچنین خواننده معروف لئونارد کوهن در آخرین کنسرت خود این حرکت را اجرا کرد.